# 김성현 (1990년)
김성현(한국 한자: 金成賢, 1990년 7월 1일 ~ )은 대한민국의 전 축구 선수이며, 포지션은 공격수였다.

## 축구인 생활
월곡초등학교 축구부에서 처음 축구를 시작한 김성현은 중학교 진학 후 본래 축구부 창단 예정이던 모교의 축구부 창단이 취소가 되면서 선수 본인도 2년 동안 축구를 하지 않게 되었다. 그러다 중학교 3학년 때 해미중학교에서 다시 축구를 시작하게 되었지만 축구를 다시 시작하는데에서도 여러 어려움을 겪게 되었다. 본래 다니던 학교의 축구부가 사라지는 등의 여러 이유로 무려 3번이나 전학을 가야만 했다. 고등학교 졸업 후에는 실업팀 험멜에서 1년 정도의 시간을 보낸 후 중학교 유급과 험멜에서의 시간으로 인해 남들보다 2년 늦게 대학팀에 들어가게 된다.
이후 K리그 드래프트에서 떨어지고 형인 김성민 선수도 선수 생활을 그만두려 하자 김상현 본인도 축구를 그만두려 고민하고 있을 때 쯤 김병현 감독한테서 팀의 입단을 권하는 전화가 왔다. 전남생명과학고등학교 축구부 시절 감독였으며, 당시 챌린저스리그에 참여하는 서울 중랑 코러스 무스탕의 감독이였던 김병현 감독의 전화를 받은 후 정말 마지막 기회라고 생각하며 서울 중랑 코러스 무스탕에 입단하게 된 김성현은 1년 동안 팀의 창단 최초 플레이오프 6강과 FA 컵 62강, 서울특별시장기 우승, 전국체전 서울시 대표 등 팀의 상승세를 이끌었으며, 당시 광주 FC 감독이던 남기일 감독이 김병현 감독에게 직접 연락해 김성현을 꼭 데려가고 싶다고 전하기도 하였다. 그렇게 그 다음해의 2015 K리그 드래프트에서 4순위로 뽑히며 드디어 프로 무대에 입단하게 되었다.

## 참고 자료
- 4부에서 1부로’ 중랑코러스 김성현의 인생역전 스토리